# Viñas
Viñas är en kommun i Spanien.   Den ligger i provinsen Provincia de Zamora och regionen Kastilien och Leon, i den nordvästra delen av landet, 270 km nordväst om huvudstaden Madrid. Antalet invånare är 225. Arean är 40 kvadratkilometer.
Terrängen i Viñas är huvudsakligen lite kuperad.